# Rosor till åklagaren
Rosor till åklagaren är en tysk dramakomedifilm från 1959 i regi av Wolfgang Staudte med manus av George Hurdalek. Filmen handlar om en respekterad västtysk åklagare, spelad av Martin Held, som försöker dölja sitt mörka förflutna då han var domare under Tredje riket. Men ett av hans gamla fall kommer genom en slump upp till ytan.

## Rollista
- Martin Held - Dr. Wilhelm Schramm
- Walter Giller - Rudi Kleinschmidt
- Ingrid van Bergen - Lissy Flemming
- Camilla Spira - Hildegard Schramm
- Werner Peters - Otto Kugler
- Wolfgang Wahl - försvarsadvokat
- Paul Hartmann - Diefenbach, rättens ordförande
- Wolfgang Preiss - advokat
- Inge Meysel - Erna
- Werner Finck - Haase
- Ralf Wolter - Hessel
- Wolfgang Neuss - Paul